# 灰头树鹛
灰头树鹛（学名：Malacopteron albogulare），是画眉科树鹛属的一种，分布于文莱、印度尼西亚、马来西亚和新加坡（已绝灭）。该物种的保护状况被评为近危。
灰头树鹛的平均体重约为16.5克。栖息地包括亚热带或热带的湿润低地林、亚热带或热带的旱林和亚热带或热带的沼泽林。